# Холл, Люк
Люк Холл (англ. Luke Hall; род. 16 апреля 1989 года) — пловец из Эсватини, участник Олимпийских игр 2008 и 2012 годов.
На Церемонии открытия летних Олимпийских игр 2012 был знаменосцем команды Свазиленда.

## Карьера
На Олимпиаде в Пекине он принял участие в соревнованиях вольным стилем среди мужчин на 50 метров, где занял 60 место и не прошёл в следующий круг.
На следующей Олимпиаде в 2012 году он также выступил в соревнованиях вольным стилем среди мужчин на 50 метров, где занял 36 место и снова не прошёл в следующий круг.